# Heřmaň u Českých Budějovic

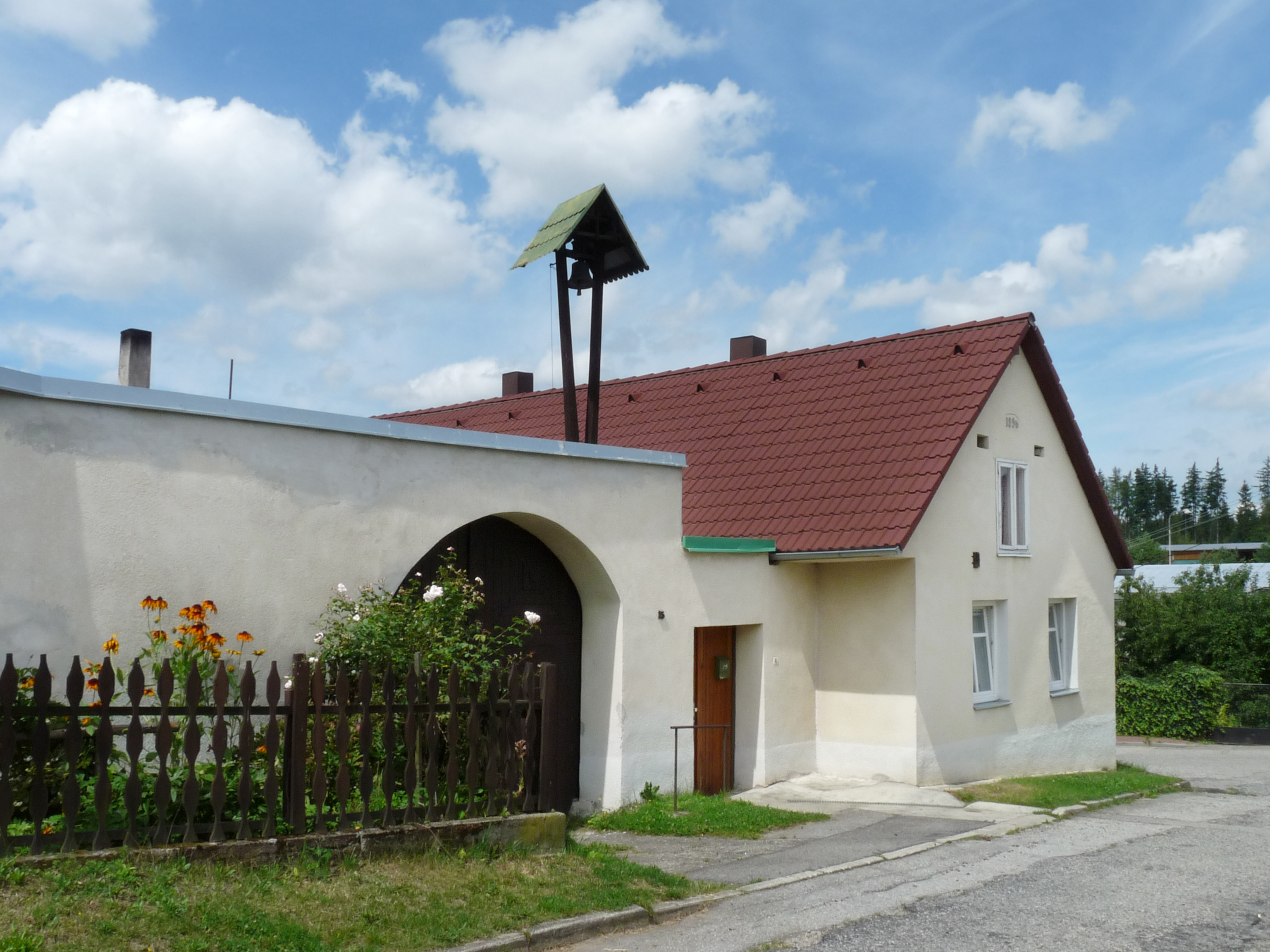
Gehöft Nr. 15

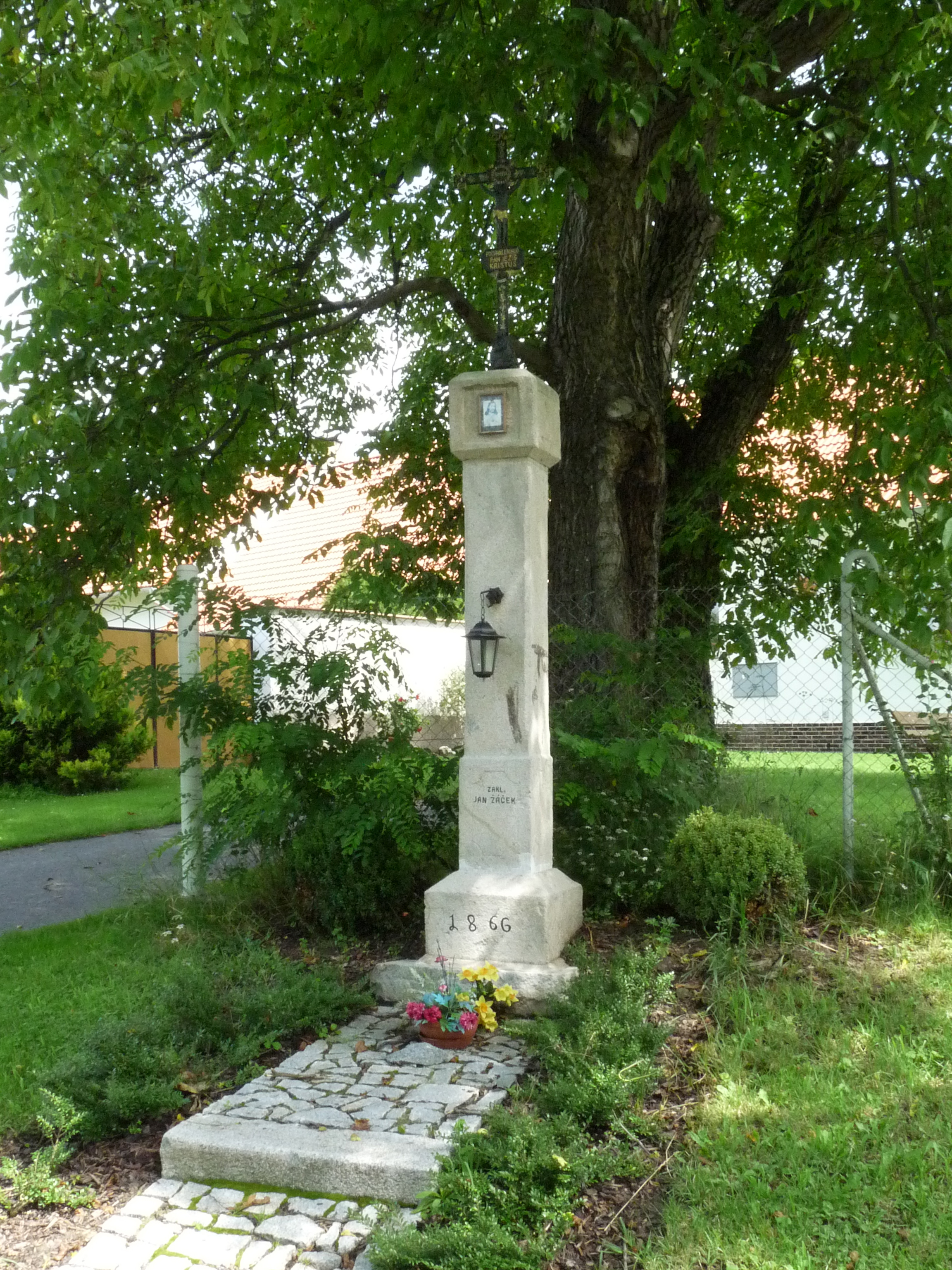
Bildstock

Heřmaň (deutsch Hermannsdorf) ist eine Gemeinde in Tschechien. Sie liegt sieben Kilometer südlich von Budweis in Südböhmen und gehört zum Okres České Budějovice.

## Geographie
Heřmaň befindet sich im Süden der Lischauer Schwelle (Lišovský práh) auf einem Höhenzug, der im Süden und Westen zum Tal der Maltsch, im Norden zum Nedabylský potok und im Osten zum Zborovský potok abfällt. Nördlich des Dorfes verläuft die Bahnstrecke České Velenice–České Budějovice, der nächste Bahnhof ist Nová Ves u Českých Budějovic.
Nachbarorte sind Vidov und Nedabyle im Norden, Na Dolinách, Nová Ves und U Zajíčků im Nordosten, Borovnice und U Chárů im Osten, Strážkovice, Lomec, Žárský und Střížov im Südosten, Zahrádka, Hastrman und Doudleby im Süden, Plav und Kamenný Újezd im Südwesten, Na Dolech im Westen sowie Včelná, Lesní Kolonie und Lorenc im Nordwesten.

## Geschichte
Belege einer frühzeitlichen Besiedlung stellen die aus der Bronzezeit stammenden Hügelgräber im Panský les dar. Die erste schriftliche Erwähnung des Dorfes Lhotka erfolgte im Jahre 1400. Nachdem Lhotka im 16. Jahrhundert wüst gefallen war, entstand an der Stelle des Dorfes der Meierhof Mehlhüttel. Während des Dreißigjährigen Krieges erwarb das Kloster Hohenfurth den Hof und schloss ihn an das Stiftsgut Komařice an. 1633 brannte der Hof Mehlhüttel nieder. Später wurden die Fluren des Hofes emphyteutisiert und darauf 1787 im Zuge der Raabisation das Dorf Hermannsdorf gegründet. Das aus zwei Häuserreihen mit insgesamt 21 Häusern angelegte Straßendorf wurde nach dem Hohenfurther Abt Hermann Kurz benannt. Die Bewohner von Hermannsdorf waren durchweg tschechischsprachig. Ungeklärte Wegerechte führten recht bald zu langwierigen Streitigkeiten mit den umliegenden Dörfern. Im Jahre 1840 bestand Hermannsdorf / Heřmanic aus 24 Häusern mit 158 Einwohnern und war nach Teindles eingepfarrt. Das Stiftsgut betrieb bei Hermannsdorf einen Kalksteinbruch und eine Kalkbrennerei, außerdem besaß es eine stillgelegte Pottaschesiederei. Zwei weitere Kalkbrennereien wurden von der Stadt Budweis bzw. einen Bauern aus Plawen betrieben. Bis zur Mitte des 19. Jahrhunderts blieb das Dorf immer dem Stiftsgut Komařice untertänig.
Nach der Aufhebung der Patrimonialherrschaften bildete Heřmaně / Hermannsdorf ab 1850 einen Ortsteil der Gemeinde Plava in der Bezirkshauptmannschaft Budějovice/Budweis. 1869 nahm die Kaiser Franz Josephs-Bahn auf der Bahnstrecke Budweis – Gmünd den Betrieb auf und fuhr an Heřmaně ohne Halt vorbei. Seit Beginn des 20. Jahrhunderts wird der tschechische Ortsname Heřmaň verwendet. Im Jahre 1913 hatte das Dorf 285 tschechischsprachige Einwohner. Die Freiwillige Feuerwehr gründete sich 1922. Mit Beginn des Jahres 1957 löste sich Heřmaň von Plav los und bildete eine eigene Gemeinde. Das kurzzeitige Intermezzo der Eigenständigkeit wurde am 14. Juni 1964 mit der Eingemeindung nach Nedabyle beendet. Nach einem Referendum löste sich Heřmaň am 24. November 1990 wieder von Nedabyle los und bildet seither eine eigene Gemeinde.

## Gemeindegliederung
Für die Gemeinde Heřmaň sind keine Ortsteile ausgewiesen.

## Bevölkerungsentwicklung
| Jahr      | 1869 | 1880 | 1890 | 1900 | 1910 | 1921 | 1930 | 1950 | 1961 | 1970 | 1980 | 1991 | 2001 | 2011 | 2021 |
| --------- | ---- | ---- | ---- | ---- | ---- | ---- | ---- | ---- | ---- | ---- | ---- | ---- | ---- | ---- | ---- |
| Einwohner | 267  | 259  | 273  | 268  | 285  | 258  | 273  | 199  | 219  | 174  | 175  | 122  | 144  | 187  | 204  |

## Sehenswürdigkeiten
- Historisches Gehöft Nr. 15 mit Glocke
- Bildstock, errichtet 1866
- Denkmal für die Errichtung der Tschechoslowakischen Republik auf dem Hügel südlich des Dorfes. Es wurde 1921 von Josef Krátký aus Heřmaň geschaffen. An den Scheiteln der Pyramide sind Granitplatten mit den Namen Masaryk, Žižka, Hus und Komenský angebracht. Das Denkmal überstand sowohl die nationalsozialistische als auch die kommunistische Herrschaft unbeschadet.
- Hügelgräber aus der Bronzezeit, nördlich des Dorfes auf der Kuppe im Wald Panský les